# هان کیو وون
هان کیو وون (کره‌ای: 한교원؛ زادهٔ ۱۵ ژوئن ۱۹۹۰) یک بازیکن فوتبال اهل کره جنوبی است.
وی همچنین در تیم ملی فوتبال کره جنوبی بازی کرده‌است.